# Fomitopsidaceae
Fomitopsidaceae es una familia de hongos del orden Polyporales. La mayoría de sus especies son parásitas de plantas leñosas y tienden a producir podredumbre marrón en los troncos.

## Géneros
La familia comprende los siguientes génerosː
- Amylocystis
- Anomoloma
- Anomoporia
- Antrodia
- Auriporia
- Buglossoporus
- Cartilosoma
- Climacocystis
- Coriolellus
- Dacryobolus
- Daedalea
- Donkioporia
- Fibroporia
- Fomitella
- Fomitopsis
- Gilbertsonia
- Gloeocystidium
- Ischnoderma
- Laetiporus
- Lasiochlaena
- Neolentiporus
- Oligoporus
- Osteina
- Parmastomyces
- Phaeodaedalea
- Phaeolus
- Pilatoporus
- Piptoporus
- Postia
- Ptychogaster
- Pycnoporellus
- Spelaeomyces
- Spongiporus
- Sporotrichum
- Xylostroma

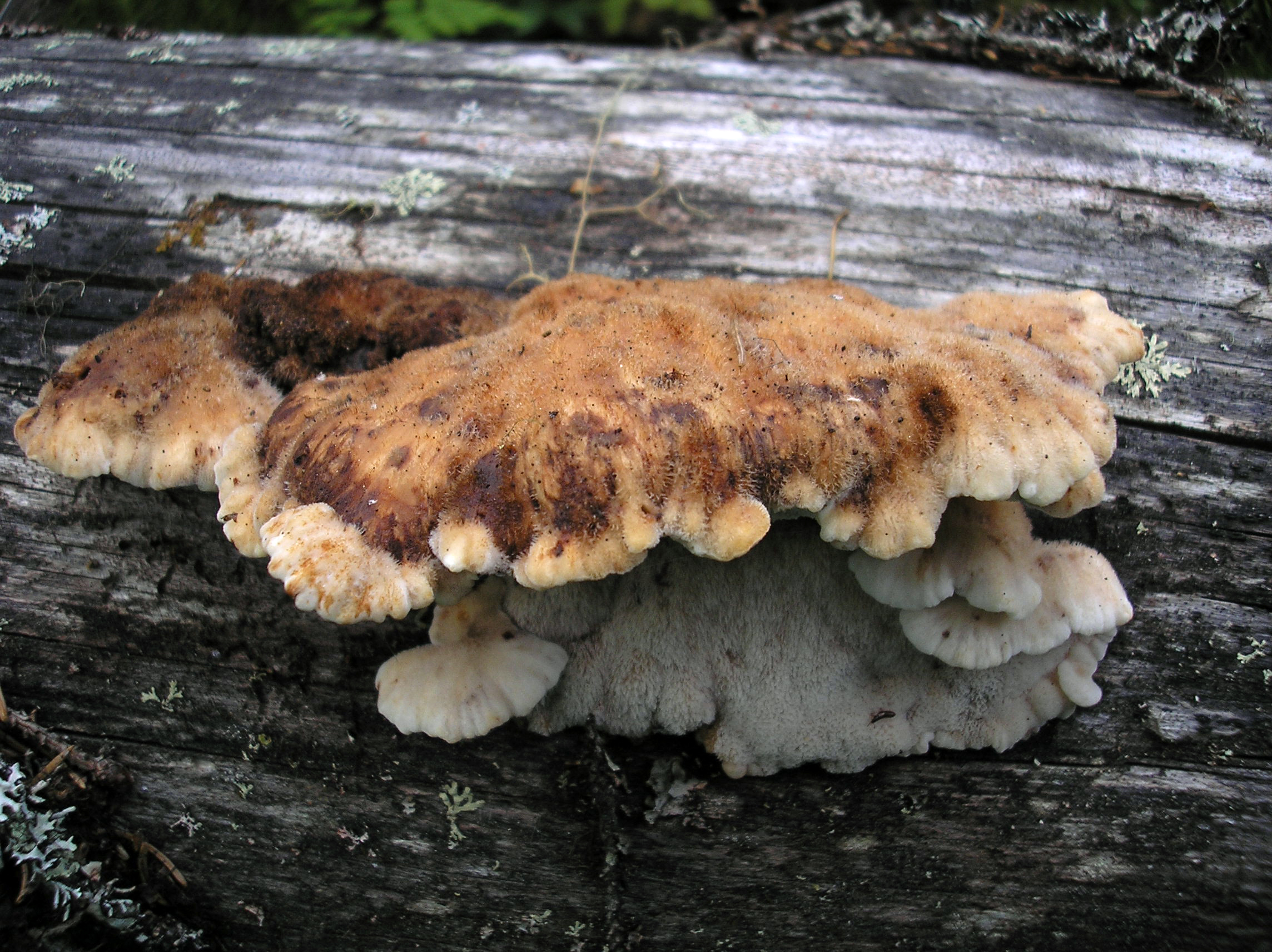
Amylocystis lapponicus
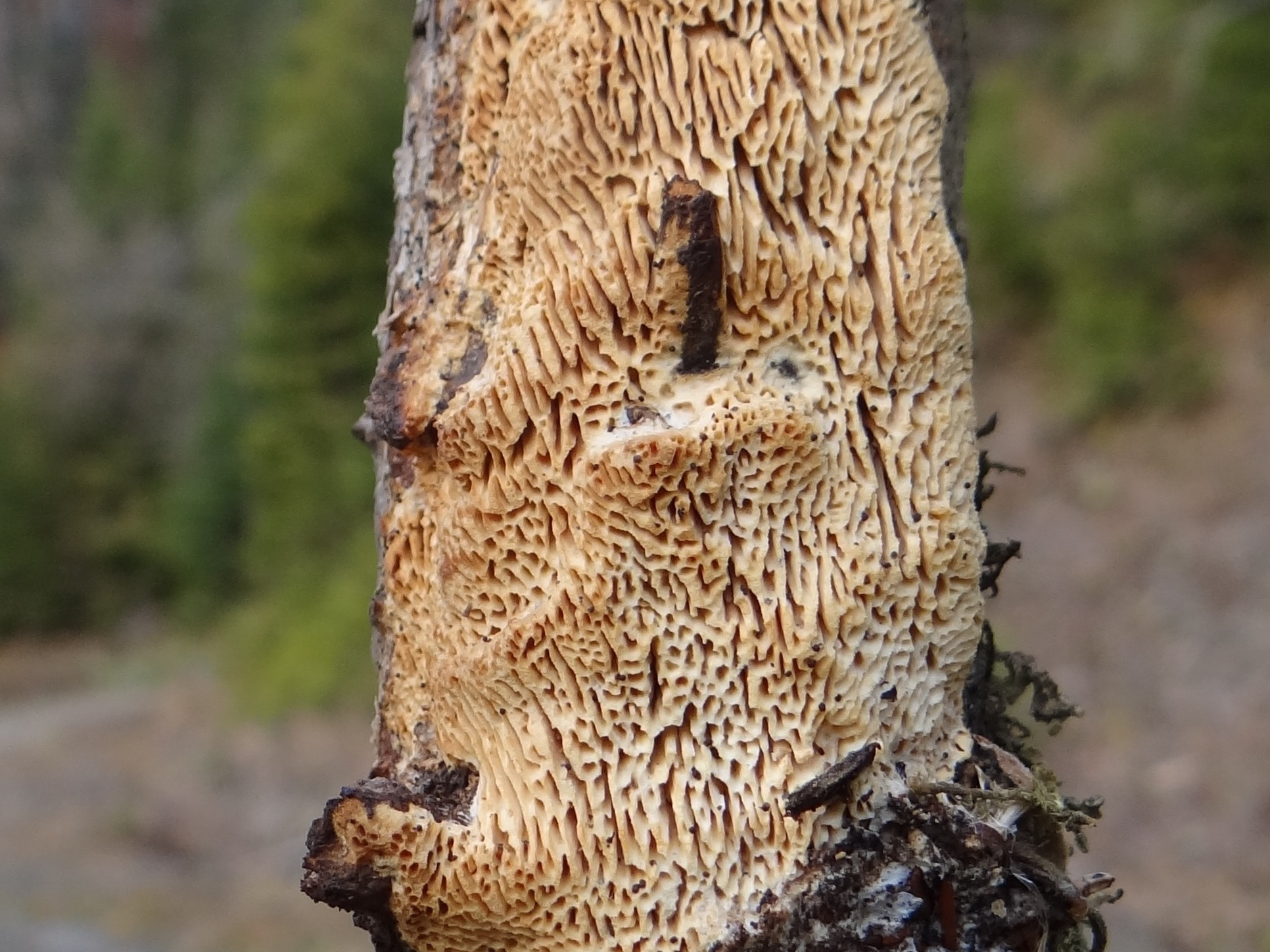
Antrodia heteromorpha
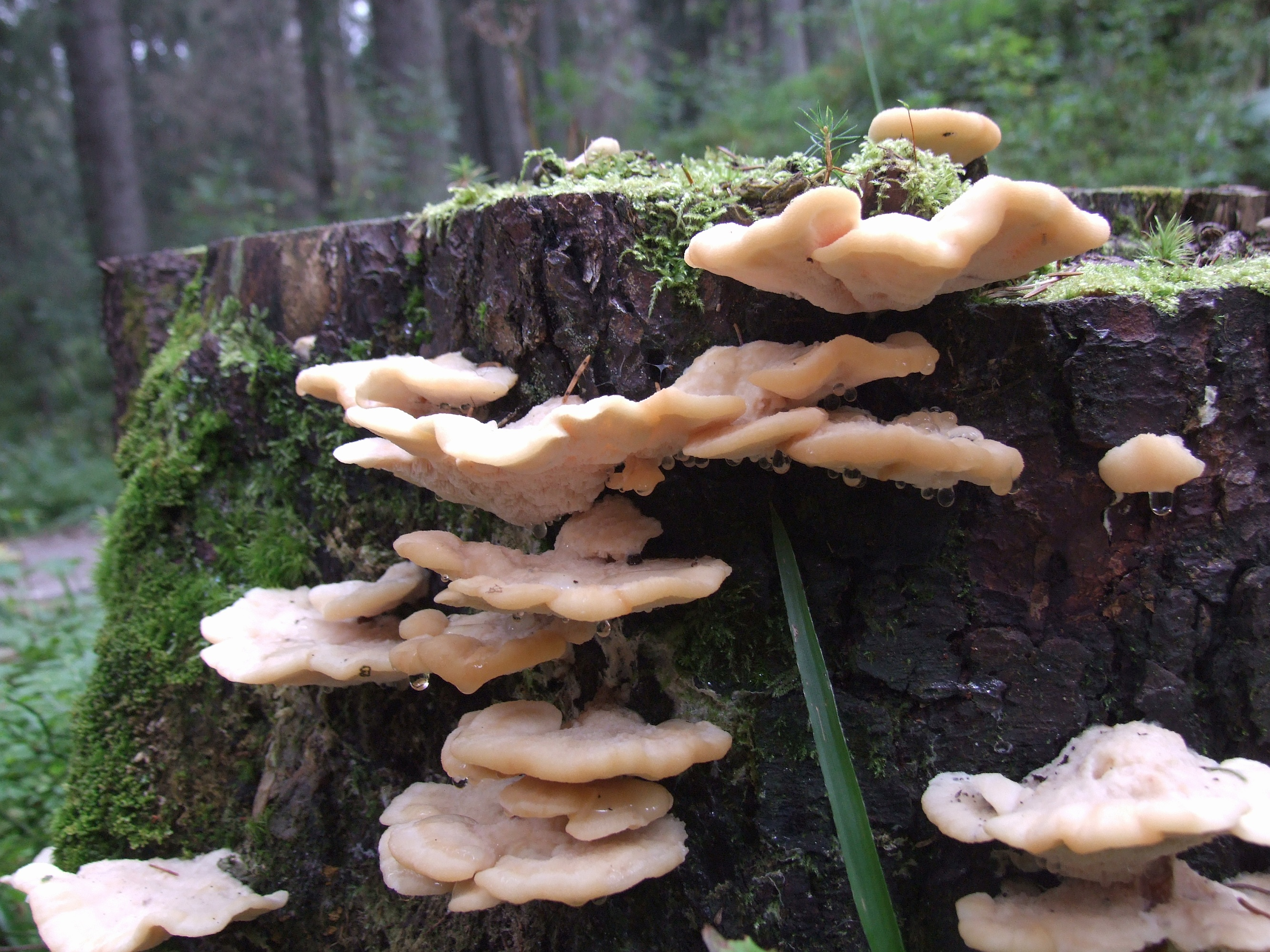
Climacocystis borealis
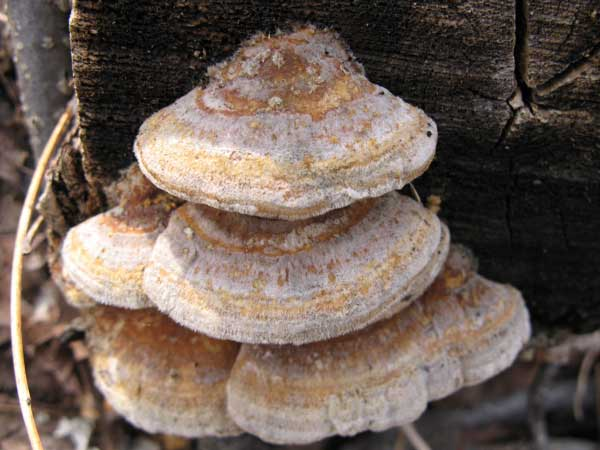
Daedalea dickinsii
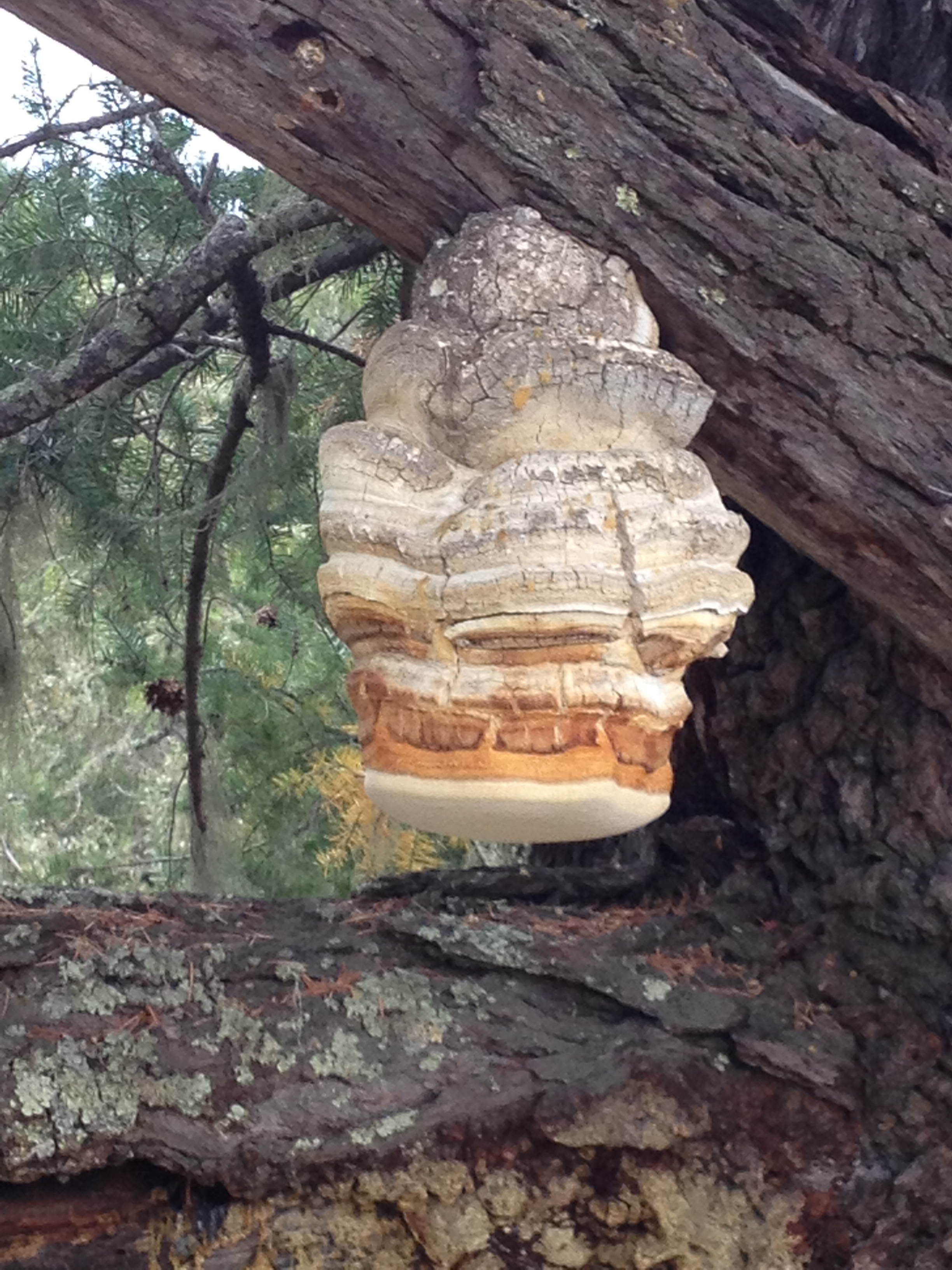
Fomitopsis officinalis
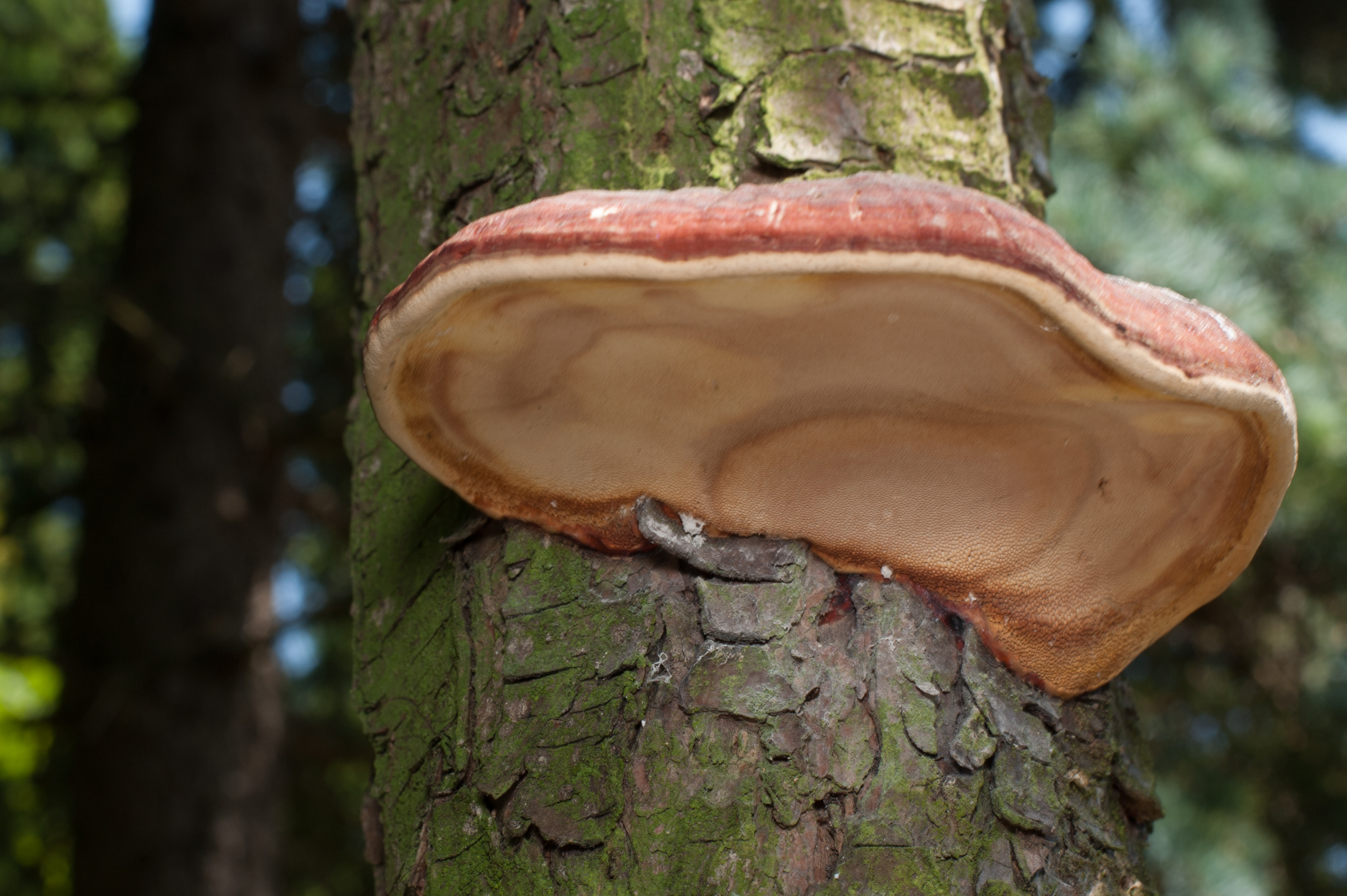
Fomitopsis pinicola
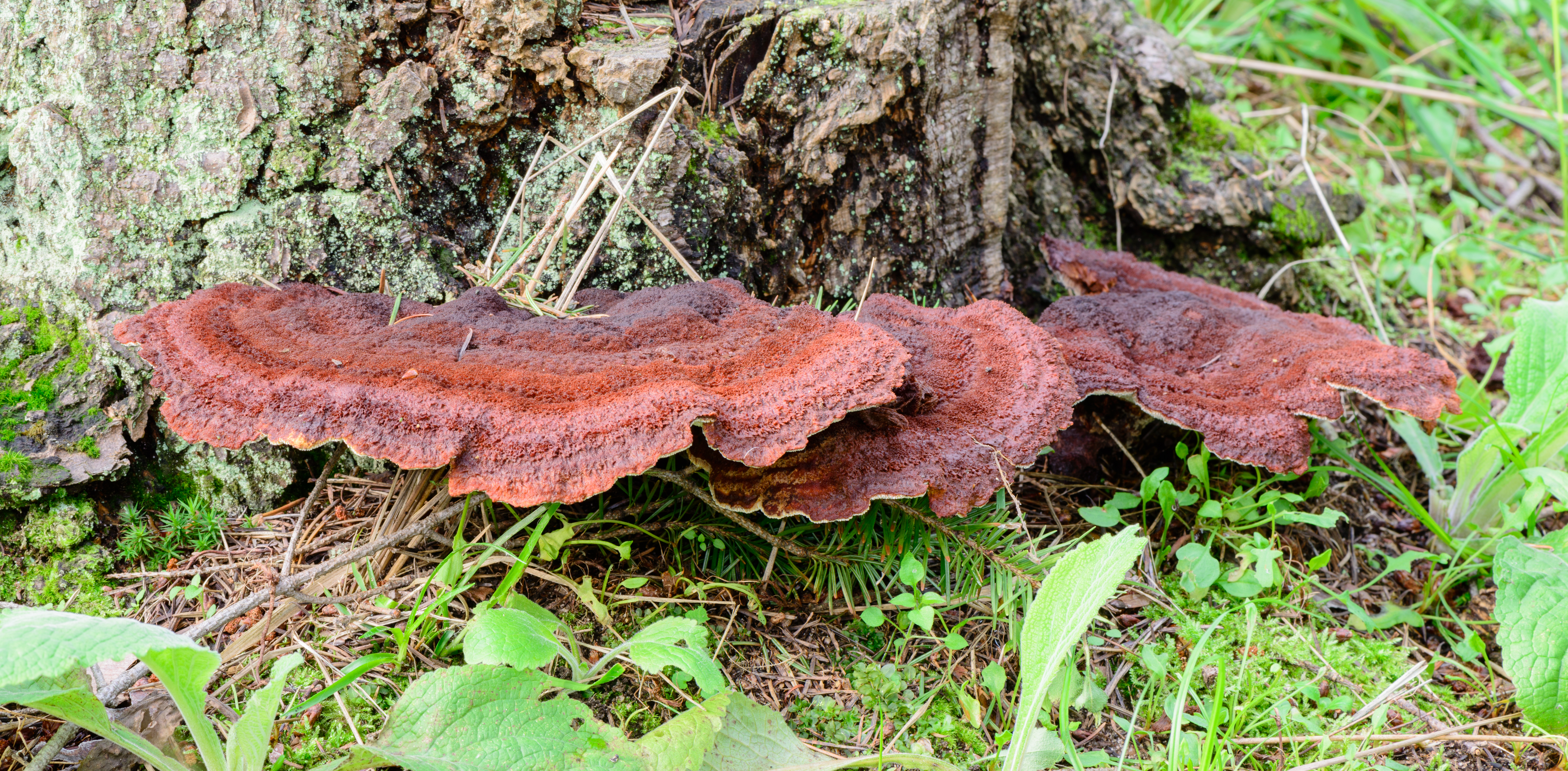
Ischnoderma benzoinum
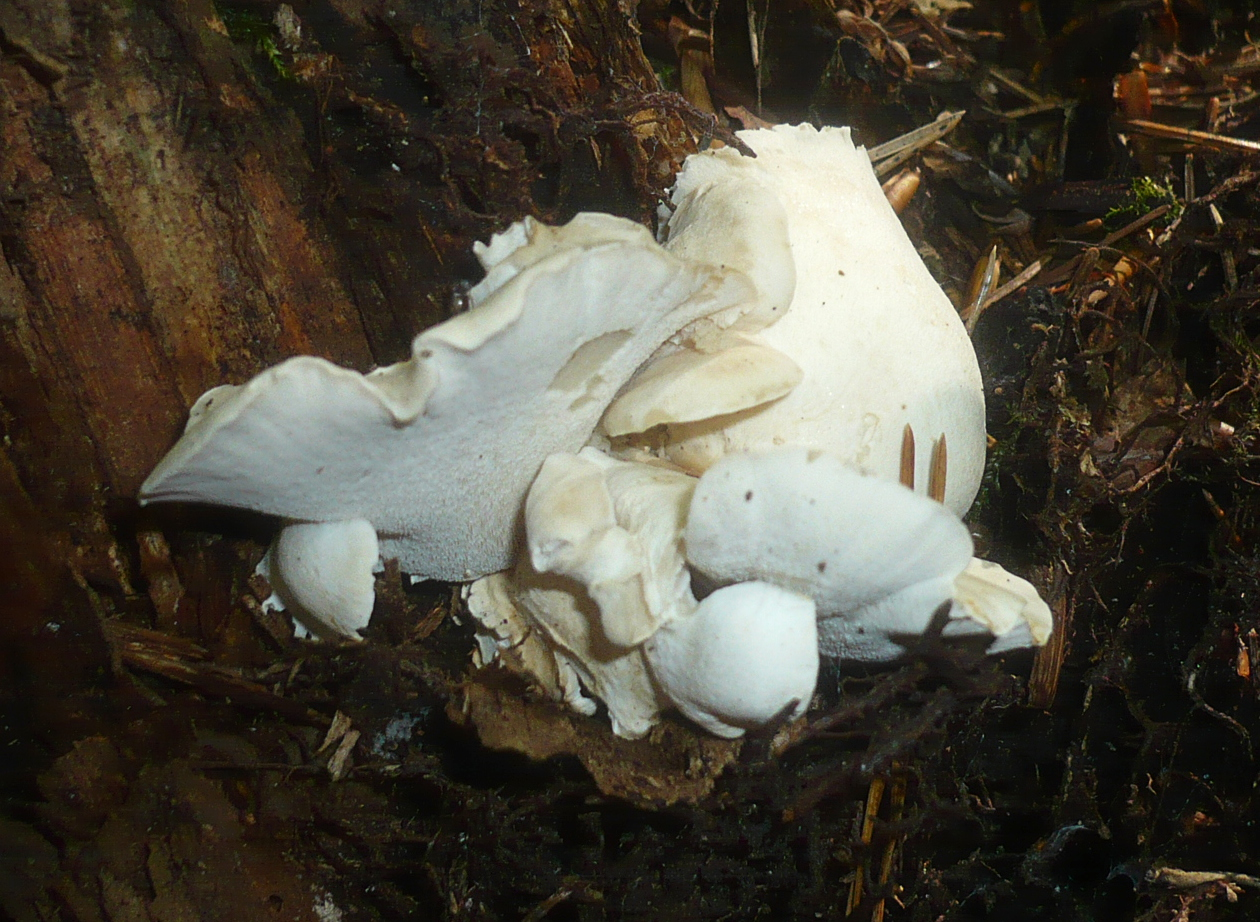
Osteina obducta
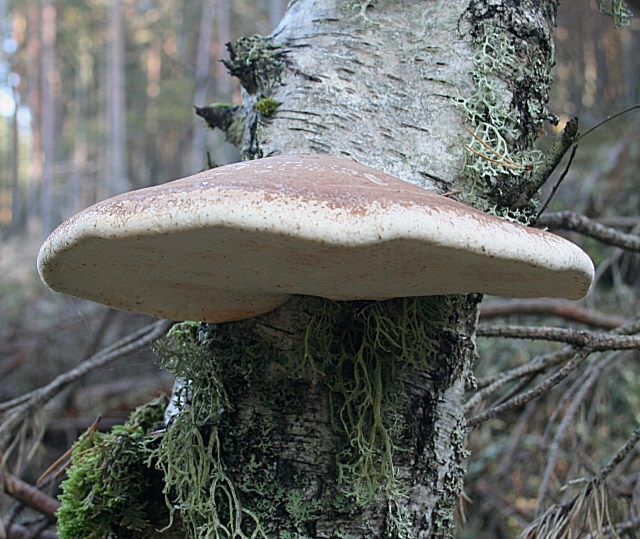
Piptoporus betulinus
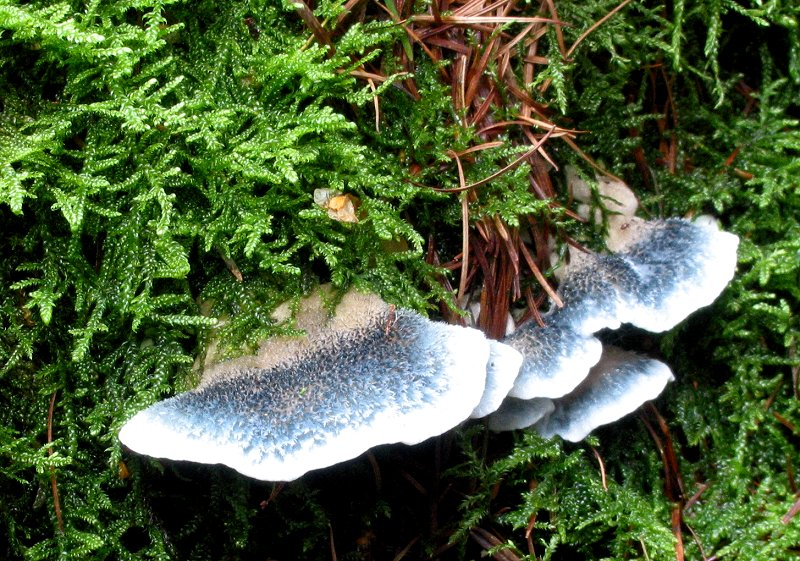
Postia caesia
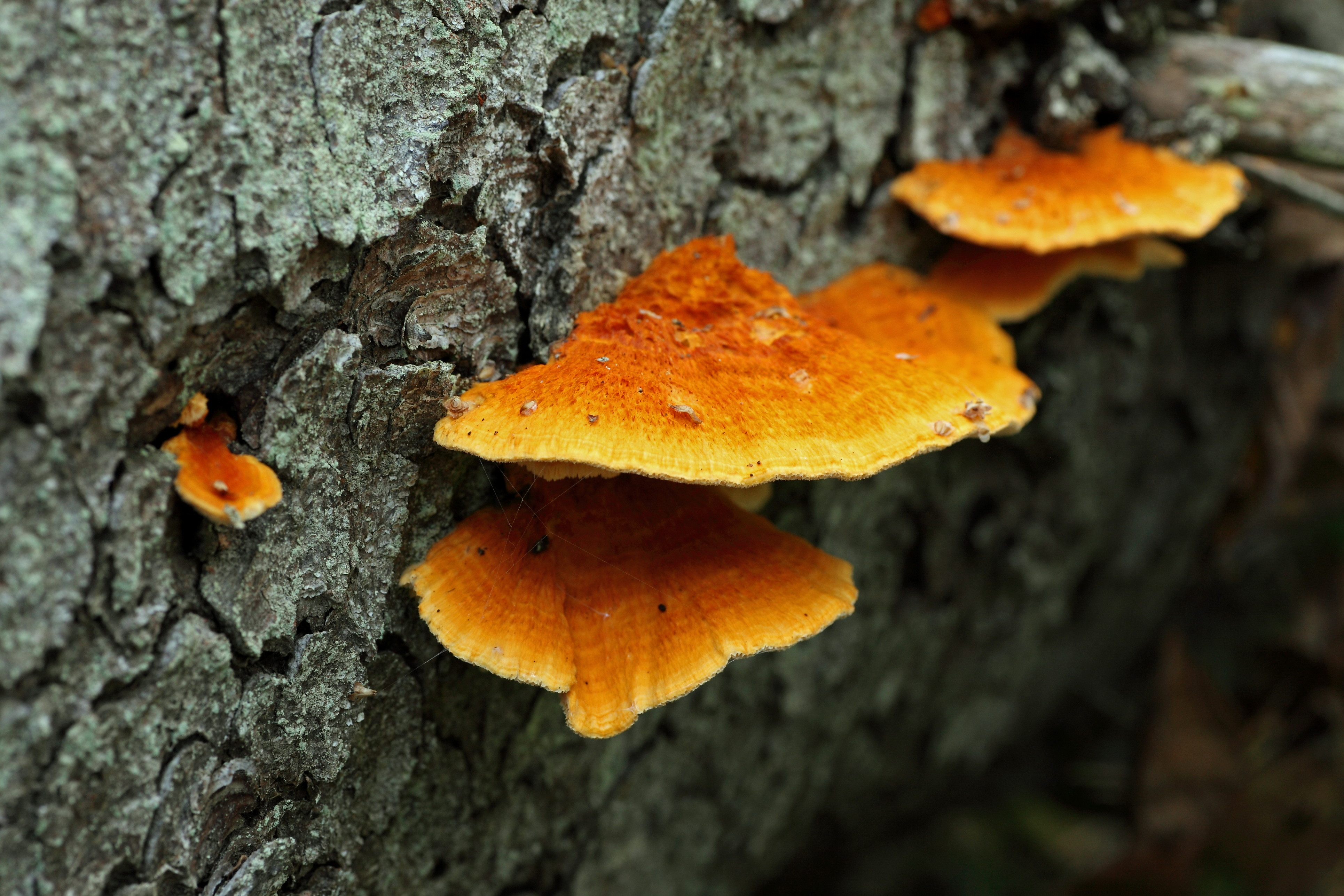
Pycnoporellus fulgens